# Humboldt-Typ M.105
Die Humboldt-Typ M.105 waren vierachsige meterspurige Mallet-Lokomotiven, die von der Maschinenbauanstalt Humboldt in Köln für die Bergheimer Kreisbahn (BK) und die Brohltal-Eisenbahn-Gesellschaft (BEG) gebaut wurden.

## Geschichte

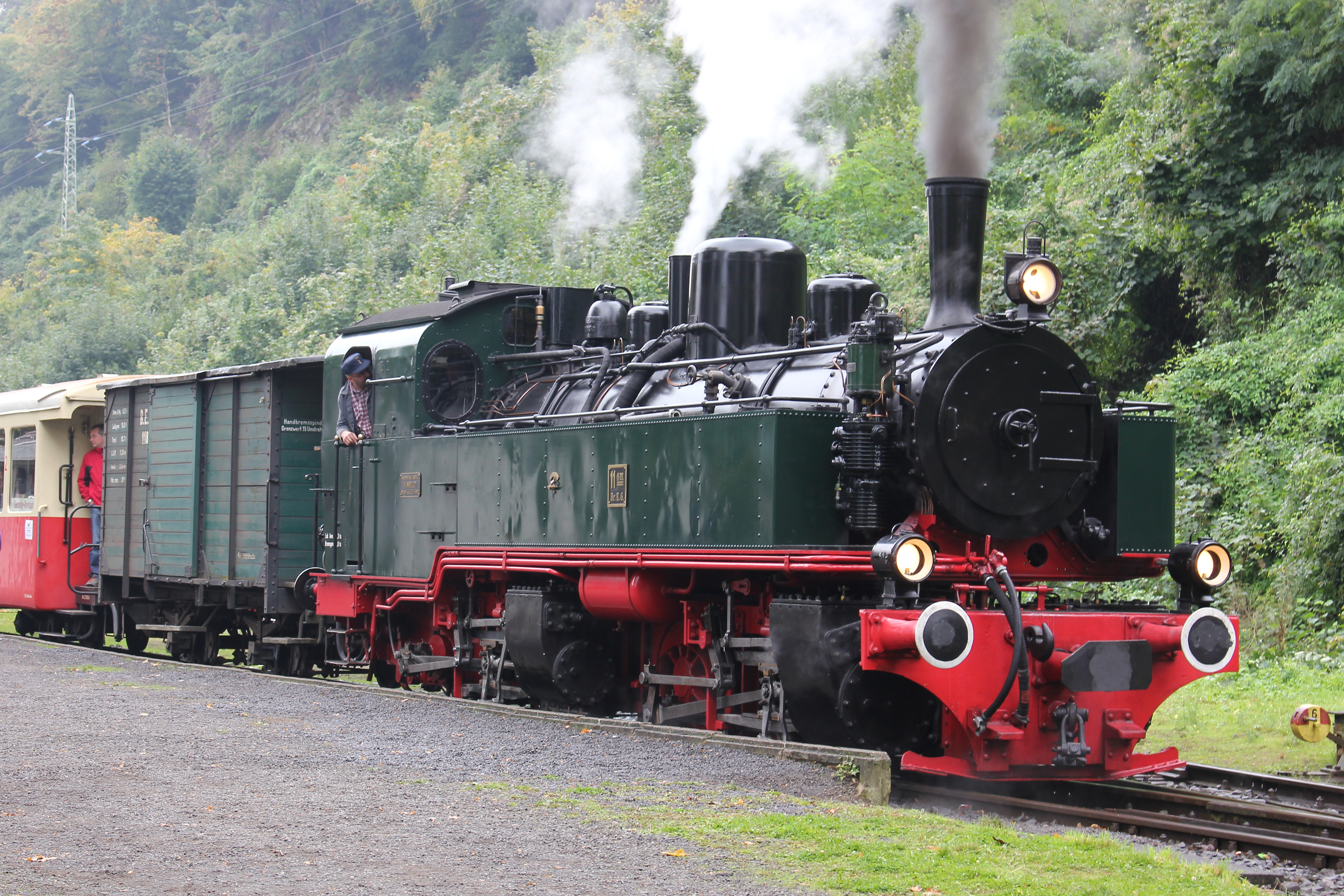
11sm in Brohl-Lützing (2015)

1904 bekam die Bergheimer Kreisbahn zwei schwere Mallet-Lokomotiven, die die Nummer 10sm und 11sm erhielten. Da die Bergheimer Kreisbahn begonnen hatte, ihre Strecke mit einer dritten Schiene für Normalspur umzubauen, ging der Bedarf an meterspurigen Fahrzeugen zurück.
Bei der Brohltalbahn stellte sich schon bald nach Inbetriebnahme heraus, dass die zur Eröffnung beschafften Loks zu wenig leistungsfähig waren. So wurde mit der ebenfalls zum Mutterkonzern Westdeutsche Eisenbahn-Gesellschaft gehörenden Bergheimer Kreisbahn 1905 die Lok 10sm gegen eine leichtere Mallet-Lok von 1903 getauscht und unter der gleichen Nummer eingesetzt. 1906 wurde eine zweite Lok, die nach den Plänen der 10sm gebaut wurde, neu beschafft, sie erhielt die BEG-Nummer 11sm. 1920 wurde eine weitere Lok nachbeschafft, nun 12sm. Diese Loks wurden bis zur Aufgabe des Zahnstangenbetriebs nur auf der Talstrecke Brohl–Oberzissen der Brohltalbahn eingesetzt.
Bei der Verstaatlichung der Bergheimer Kreisbahn 1913 ging die 11sm der BK als T 35 Cöln 85 an die Preußischen Staatseisenbahnen über. Noch 1913 wurde diese Lok an die Badische Lokal-Eisenbahnen (BLEAG) für die Albtalbahn verkauft. Dort wurde sie zuerst als 9s bezeichnet. 1914 wurde sie auf Normalspur umgespurt und unter der Nummer 9 eingesetzt. Ab 1924 setzte sie die BLEAG auf den Bahnstrecken Wiesloch–Meckesheim und Wiesloch Stadt–Waldangelloch ein, dort blieb sie auch nach der Übernahme durch die Deutsche Eisenbahn-Gesellschaft 1932. Der weitere Verbleib ist nicht bekannt.
Die 10sm wurde 1934 bei der BEG ausgemustert.
Für das Verschieben von Regelspurwagen im Rheinhafen Brohl erhielten die verbliebenen Loks in den 1930er Jahren neben der vorhandenen Schmalspurkupplung eine massive Pufferbohle mit zwei außermittigen Normalspurpuffern. Mit der Anschaffung von Dieselloks wurden die Dampflokomotiven 1965 überflüssig, die 11sm blieb als Reserve bis 1966 in Dienst.

## Konstruktive Merkmale
Die Lok hatte eine bei Malletlokomotiven übliche Konstruktion: Die kleineren Hochdruckzylinder trieben das hintere Triebwerk an, die größeren Niederdruckzylinder das vordere, bewegliche Triebwerk. Die Vorräte waren in langen Behältern seitlich des Kessels bis zur Rauchkammer untergebracht. Auf dem Kessel gab es einen Dampfdom und zwei Sandbehälter.

## 11sm der BEG

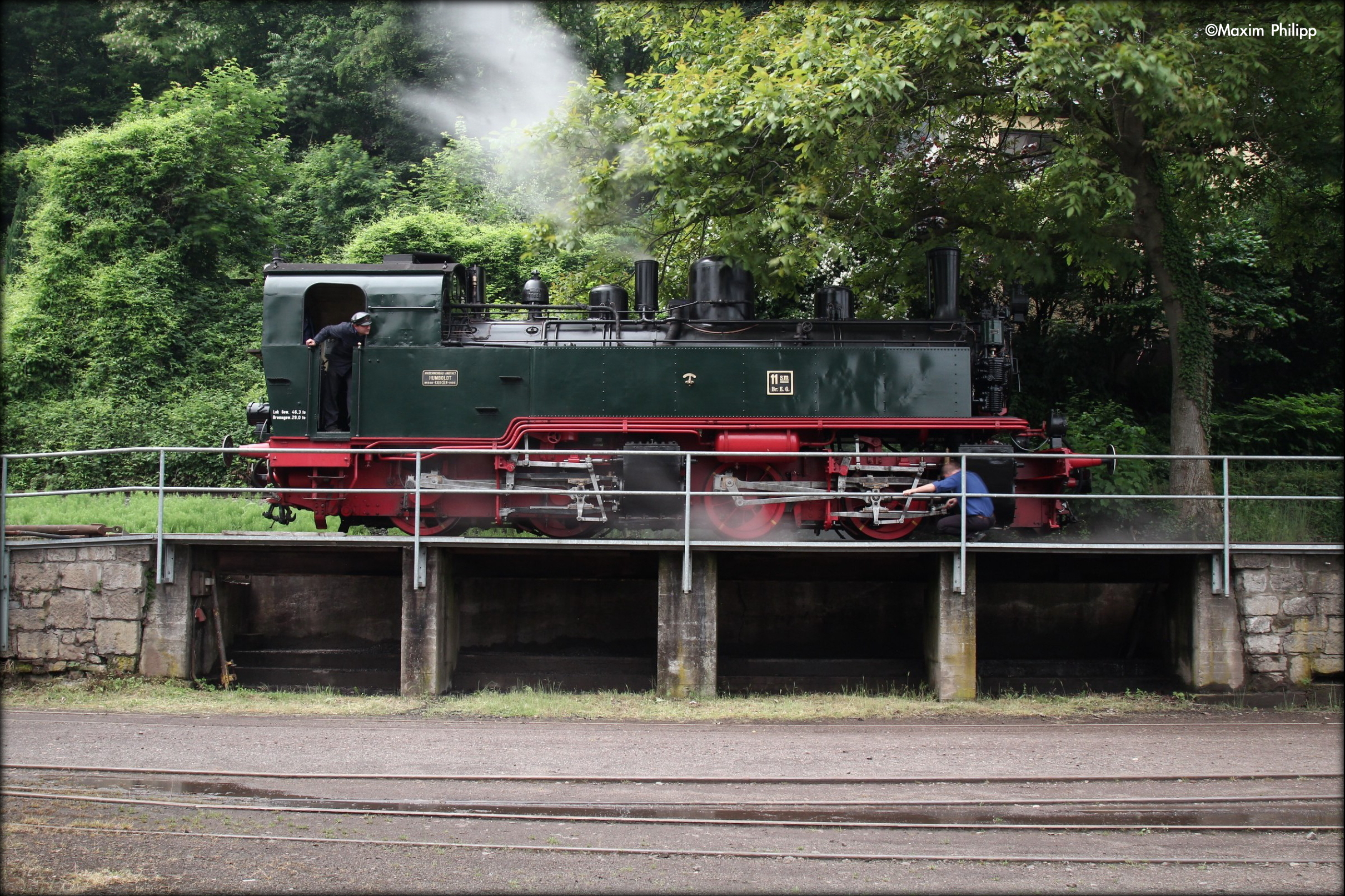
Malletdampflokomotive 11sm im Juni 2016 in Brohl-Lützing

Die letzte Lok 11sm der BEG wurde 1968 von der DGEG gekauft und 1975 in das Schmalspur-Museum Viernheim gebracht. Nach Auflösung des Museums wurde die Lok 1989 von der Interessengemeinschaft Brohltal-Schmalspureisenbahn (IBS) zurück auf die Brohltalbahn geholt und 1998 erworben. 2009 konnte mit der Aufarbeitung begonnen werden, sie fand weitgehend bei der MaLoWa in Klostermansfeld statt. Seit 2015 ist die Lok wieder betriebsfähig. Dabei wurde ein 2011 bei Interlok in Piła gebauter Neubaukessel verwendet. Ca. 750.000 € hat die Aufarbeitung gekostet. 2022 erlitt die Lokomotive einen schweren Zylinder- und Triebwerksschaden. Die Reparatur dauerte rund zwei Jahre. Seit Mai 2024 ist die Lokomotive wieder im Einsatz.